# Goniorhynchus calamitalis
Goniorhynchus calamitalis là một loài bướm đêm trong họ Crambidae.